# 沙特·本·费萨尔·沙特
沙特·本·费萨尔·沙特（阿拉伯语：‎，羅馬化：Suʿūd ibn Fayṣal Āl Suʿūd，1940年1月2日—2015年7月8日），沙特阿拉伯王室成员、政治家、外交官，费萨尔国王的次子。他曾于1975年至2015年担任沙特外交大臣达40年之久，因此也成为世界历史上任期最长的外长。